# Антонін Новак
Антонін Новак (чеськ. Antonín Novák, 3 травня 1907, Прага — 8 жовтня 1982) — чехословацький футболіст, що грав на позиції захисника. Виступав за клуб «Славія» (Прага), а також національну збірну Чехословаччини.
Триразовий чемпіон Чехословаччини. Фіналіст кубка Мітропи і кубка Націй.

## Клубна кар'єра
У 1928 році розпочав виступи у складі клубу «Славія». Досить швидко став гравцем основи команди, граючи парі з Ладиславом Женишеком. З командою двічі виборював титул чемпіона Чехословаччини. У 1929 році став фіналістом кубка Мітропи. На шляху до фіналу «Славія» переграла італійський «Ювентус» (0:1, 3:0) і австрійську «Вієнну» (2:3, 4:2), а у фіналі поступилась угорському «Уйпешту» (1:5, 2:2). Новак зіграв в усіх шести матчах своєї команди.
Вже за рік «Славія» і «Уйпешт» зійшли у фіналі ще одного престижного клубного турніру — Кубка Націй, що проходив у Женеві. Перемогу також здобув угорський клуб з рахунком 3:0.
У 1931 році у фінальній грі Середньочеського кубка між «Славією» і «Спартою» (1:3) Антонін Новак зазнав перелому ноги у зіткненні з бельгійським нападником Раймоном Бреном. Через цю травму він так і не зміг повноцінно повернутись до гри.
Загалом у складі «Славії» зіграв 146 матчів і забив 8 голів.
Помер 8 жовтня 1982 року на 76-му році життя.
| Дата       | Місто     | Господарі      | Результат | Гості          | Турнір                             | Голи | Примітки |
| ---------- | --------- | -------------- | --------- | -------------- | ---------------------------------- | ---- | -------- |
| 21.09.1930 | Антверпен | Бельгія        | 2 – 3     | Чехословаччина | товариський матч                   | -    |          |
| 26.10.1930 | Будапешт  | Угорщина       | 1 – 1     | Чехословаччина | товариський матч                   | -    |          |
| 15.02.1931 | Коломбо   | Франція        | 1 – 2     | Чехословаччина | товариський матч                   | 2    |          |
| 22.03.1931 | Прага     | Чехословаччина | 3 – 3     | Угорщина       | Кубок Центральної Європи 1931—1932 | -    |          |
| Усього     |           | Матчів         | 4         |                | Голів                              | 2    |          |

## Титули і досягнення
- Чемпіон Чехословаччини (3):

«Славія»: 1928–1929, 1929–1930, 1930–1931
- Володар Середньочеського кубка (1):

«Славія»: 1928
- Фіналіст Кубка мітропи (1):

«Славія»: 1929
- Фіналіст Кубка Націй (1):

«Славія»: 1930